# 聚才
聚才（英語：Super Wealthy，來港前稱），是一匹曾在澳洲和香港出賽的已退役賽駒，來港後先後由韋達、大衛希斯和伍鵬志訓練。

## 簡介
2019年12月8日，「聚才」於香港首次出賽。
2020年1月1日，「聚才」打開其在港的勝利之門。
2020年3月1日，「聚才」取得了三連捷。
2021年10月1日，巴度策騎「聚才」勝出國際三級賽國慶盃，締速為54.96秒，打破了沙田同程分級賽班次時間紀錄，比「傳盛」保持的馬場紀錄54.68秒僅慢些少。賽後，練馬師大衛希斯說道：「馬兒造出優異時間，擊敗當起對手包括『顯心星』及『錶之未來』。」他補充：「牠已連贏兩仗，因此我滿懷信心牠可以進軍在這裡舉行的大賽。我最喜歡牠能夠放鬆來跑，牠已經完全成熟了。」
2022年10月1日，潘頓策騎「聚才」勝出國際三級賽國慶盃，使得「聚才」在沙田馬場寫下歷史新一頁，成為首匹兩奪國慶盃的賽駒。賽後，潘頓說道：「我們抽到跑道有利場地的檔位，最重要的事情是令牠步韻流暢。馬兒出閘很順利，賽事早段的步速合乎理想，但隨後並不太快，我亦不會期待在馬少場合步速會很快。在賽事頭段我盡量讓馬兒放鬆下來，令牠前面有遮擋，等待時機成熟時才讓牠望空。我知道這樣牠必能以勁勢直奔終點。末段我必須等待空位的出現，我深信坐騎有能力把握機會。牠已做足準備，而且去年已贏過這項賽事，儘管要在這項賽事連捷並非易事，況且牠的評分亦已提升，然而大衛希斯做了很好的備戰功夫。」練馬師大衛希斯說道：「牠絕對有資格角逐國際賽事。去年錯過了那場大賽，但今年我們會努力把握機會。首先會在該賽（浪琴表香港短途錦標）的三個星期前，先行參與一場前哨戰。本季牠已上陣兩次，下一次出賽將是牠的第三仗，而那場大賽便是第四仗。一個周詳及按部就班的部署可以確保牠有最佳的競爭機會。牠時常被人低估了實力，但牠的確是匹頂級佳駟，尤其是跑直路賽。剛於三週前，牠在香港特區行政長官盃（1200米）獲得第四名。雖然我認為牠有能力贏頂級的1200米賽事，但始終以跑1000米賽事給我的信心最大。」
2023年2月14日，「聚才」從大衛希斯馬房轉投伍鵬志馬房。
2023-2024馬季，「聚才」轉投伍鵬志後四戰全敗。2024年2月12日角逐賀年盃，在艾兆禮胯下以第六名過終點，賽後被發現喘鳴症復發，並於同年2月20日，與廐侶「闖一」同日宣布退役，正式結束其競賽生涯。

## 在港勝出賽事全紀錄
| 比賽日期   | 賽事名稱       | 賽事班次 | 賽道 | 賽事路程 | 比賽馬場 | 名次 | 完成時間 | 騎師 |
| ---------- | -------------- | -------- | ---- | -------- | -------- | ---- | -------- | ---- |
| 01/01/2020 | 細葉榕讓賽     | 第三班   | 草地 | 1200米   | 沙田馬場 | 1    | 1:09.74  | 巴度 |
| 27/01/2020 | 發財讓賽       | 第三班   | 草地 | 1200米   | 沙田馬場 | 1    | 1:09.06  | 巴度 |
| 01/03/2020 | 象山讓賽       | 第二班   | 草地 | 1400米   | 沙田馬場 | 1    | 1:21.12  | 巴度 |
| 12/09/2021 | 彩虹讓賽       | 第二班   | 草地 | 1000米   | 沙田馬場 | 1    | 0:55.70  | 薛恩 |
| 01/10/2021 | 國慶盃（讓賽） | G3       | 草地 | 1000米   | 沙田馬場 | 1    | 0:54.96  | 巴度 |
| 01/10/2022 | 國慶盃（讓賽） | G3       | 草地 | 1000米   | 沙田馬場 | 1    | 0:56.05  | 潘頓 |

## 在港一級賽出賽全紀錄
| 比賽日期   | 賽事名稱         | 賽事班次 | 賽道 | 賽事路程 | 比賽馬場 | 名次 | 完成時間 | 騎師   |
| ---------- | ---------------- | -------- | ---- | -------- | -------- | ---- | -------- | ------ |
| 23/01/2022 | 百週年紀念短途盃 | G1       | 草地 | 1200米   | 沙田馬場 | 5    | 1:09.06  | 田泰安 |
| 24/04/2022 | 主席短途獎       | G1       | 草地 | 1200米   | 沙田馬場 | 4    | 1:08.30  | 嘉里   |
| 11/12/2022 | 浪琴香港短途錦標 | G1       | 草地 | 1200米   | 沙田馬場 | 8    | 1:09.22  | 何澤堯 |
| 05/02/2023 | 百週年紀念短途盃 | G1       | 草地 | 1200米   | 沙田馬場 | 6    | 1:08.59  | 希威森 |
| 28/01/2024 | 百週年紀念短途盃 | G1       | 草地 | 1200米   | 沙田馬場 | 13   | 1:11.30  | 希威森 |

## 外部連結
- . 2021-10-01  [2021-10-01]. （原始内容存档于2021-11-26）.
- . 2022-10-01  [2022-10-01]. （原始内容存档于2022-10-06）.